# Ware Shoals
Ware Shoals – miasto w Stanach Zjednoczonych, w stanie Karolina Południowa, w hrabstwie Abbeville.